# Ludmila Vendlová
Ludmila Vendlová (9. května 1929 Praha – 15. března 1990) byla česká herečka a režisérka.

## Život
Hrála v Městském oblastním divadle v Táboře (1950–1951), v Benešově (1951–1955) a v Divadle J. K. Tyla (1955–1962), v letech 1962–1964 hrála v Městském oblastním divadle v Kladně a poté režírovala v NDR a v roce 1968 emigrovala do Švýcarska.

## Filmografie
- 1951 	Štika v rybníce
- 1952 	Zítra se bude tančit všude
- 1953 	Expres z Norimberka
- 1954 	Stříbrný vítr
- 1955 	Z mého života
- 1956 	Nezlob, Kristino
- 1958 	Útěk ze stínu
- 1962 	Objev na Střapaté hůrce
- 1962 Slitování, Světlano! (TV film)